# Agromyza brevispinata
Agromyza brevispinata este o specie de muște din genul Agromyza, familia Agromyzidae, descrisă de Sehgal în anul 1971.
Este endemică în Alberta. Conform Catalogue of Life specia Agromyza brevispinata nu are subspecii cunoscute.